# Roland Glowinski

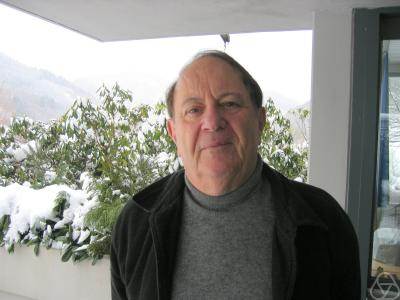
Roland Glowinski, Oberwolfach 2006

Roland Glowinski (* 9. März 1937 in Paris; † 26. Januar 2022 in Houston) war ein französischer Mathematiker. Sein Fachgebiet war die Angewandte Mathematik.

## Leben
Glowinski, Sohn jüdischer polnischer Einwanderer, der während des Zweiten Weltkrieges von Franzosen auf dem Land versteckt wurde, studierte Mathematik, Physik und Chemie an der École polytechnique, schloss dieses Studium 1960 ab und erhielt 1963 sein Diplom als Elektroingenieur von der École nationale supérieure des télécommunications (heute Télécom ParisTech) in Paris. 1963 bis 1968 war er Ingenieur beim französischen Office de Radiodiffusion Télévision Française (ORTF), war aber mit seiner Tätigkeit beim Rundfunk nicht zufrieden und wechselte zur Informatik und zur Angewandten Mathematik. Er absolvierte 1967 ein Aufbaustudium in Mathematik und schloss mit dem Diplôme d’études approfondies (DEA) ab. 1968 bis 1970 war er Forschungsingenieur beim Institut de recherche en informatique et en automatique (IRIA). 1970 wurde er bei Jacques-Louis Lions an der Universität Paris VI promoviert mit einer Arbeit über Integralgleichungen bei der Filterung in der Farbfernsehtechnik. Er war 1968 bis 1985 Dozent an der École polytechnique, 1970 bis 1985 wissenschaftlicher Direktor des IRIA bzw. nach dessen Umbenennung INRIA und 1970 bis 1985 sowie 1992 bis 1994 Professor für Angewandte Mathematik an der Universität Paris VI, wo er 1981 bis 1985 der mathematischen Fakultät vorstand. Ab 1998 war er dort Professor Emeritus. Ab 1985 war er auch Professor an der University of Houston, wo er ab 1986 am Cullen College of Engineering Mathematik und Mechanik lehrte.
Ab 1986 war er zudem Adjunct Professor an der Rice University in Houston. Ab 2001 unterrichtete er auch an der Universität Jyväskylä in Finnland. Von 1990 bis 1996 war er im wissenschaftlichen Beirat der Électricité de France (EDF) tätig. Von 1992 bis 1994 war er Direktor des Centre Européen de Recherche et de Formation Avancée en Calcul Scientifique (CERFACS) in Toulouse. Ab 1990 war er Berater des IFP Énergies nouvelles (vormals  Institut Français du Pétrole).
Er befasste sich mit Numerik partieller Differentialgleichungen und Variationsungleichungen mit Anwendungen in Mechanik und Ingenieurwissenschaften, zum Beispiel numerische Strömungsmechanik. Verbindungen zur Flugzeugindustrie hatte er schon seit einem Aufenthalt bei Boeing im Jahre 1960 und später u. a. in der numerischen Simulation transsonischer Strömung bei Dassault.
1983 war er Gastreferent auf dem Internationalen Mathematikerkongress in Warschau (Numerical solution of nonlinear boundary value problems by variational methods. Applications).
Roland Glowinski war ab 1963 mit Angela Rimok verheiratet.

## Ehrungen
2004 erhielt er den Theodore von Kármán Prize von der Society for Industrial and Applied Mathematics (SIAM), 1988 den Seymour Cray Award  und 1996 den Prix Marcel Dassault der Académie des sciences. 1980 erhielt er die Silbermedaille der Stadt Paris. Er war ab 1987 korrespondierendes und ab 2005 ordentliches Mitglied der Académie des sciences, ab 2000 Mitglied der Académie des technologies sowie der Academia Europaea. 1988 wurde er Offizier des Ordre national du Mérite, 1994 Ritter des Ordre des Palmes Académiques und 1998 Ritter der Ehrenlegion. 1988/89 war er Sherman Fairchild Distinguished Visiting Scientist am Caltech. Er war Fellow der American Mathematical Society.

## Schriften
- Numerical methods for nonlinear variational problems, Springer Verlag 1984, 2008
- mit Jacques-Louis Lions, Raymond Trémolières: Numerical Analysis of variational inequalities, North Holland 1981
- mit Jacques-Louis Lions, Jiwen He: Exact and approximate controllability for distributed parameter systems : a numerical approach, Cambridge University Press 2008
- mit Michel Fortin: Augmented Lagrangian methods : applications to the numerical solution of boundary-value problems, North Holland 1983